# Terrerola oriental
La terrerola oriental (Calandrella dukhunensis) és una espècie d'ocell de la família dels alàudids (Alaudidae)

## Hàbitat i distribució
Habita àrides praderies obertes, zones de terra nua i àrees rocoses, des de l'est de Mongòlia fins Xina septentrional. Arriba fins l'Índia en hivern.

## Taxonomia
Considerada durat molt de temps una subespècie de la terrerola comuna (C. brachydactyla), avui es considera una espècie de ple dret.